# Per Georg Scheutz

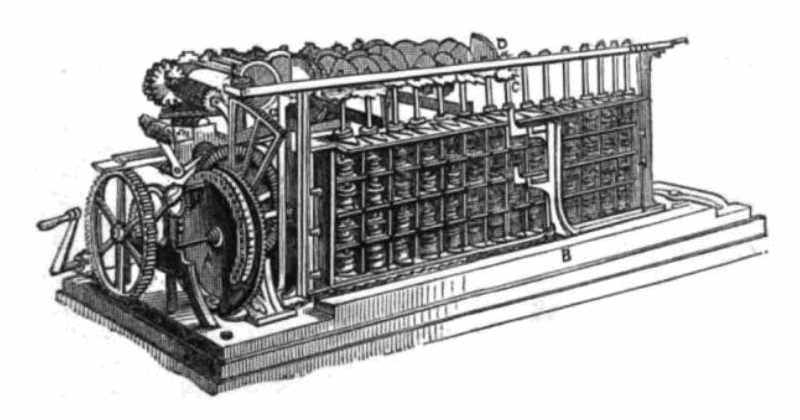
A nevéhez fűződő mechanikus számológép

Per Georg Scheutz (Jönköping, 1785. szeptember 23. – Stockholm, 1873. május 22.) svéd jogász, nyomdász, újságíró, műfordító és feltaláló. 

## Pályafutása
1805-ben jogász diplomát szerzett a Lund Egyetemen, s jogászként helyezkedett el, majd az 1820-as években Svédország egyik legfontosabb politikai lapjának társszerkesztője, majd tulajdonosa lett. Később Shakespeare, Boccaccio és Walter Scott fordításaival szerzett ismertséget. Ezután a mechanikai tudományok felé fordította figyelmét. Egyebek között kiadott egy tucat technikai és kereskedelmi lapot. 1856-ban a svéd király lovaggá ütötte, és a Svéd Királyi Tudományos Akadémia tagjává választották. Shakespeare-fordításaiért évjáradékot kapott, és számos további anyagi elismerésben részesült munkáiért.
Munkássága leginkább a számítógép-tudományban betöltött úttörőszerepe révén ismert. Ő építette meg azt az egyszerűsített differenciálgépet, amely az eredetileg hatodik differenciál helyett csak negyedikkel dolgozott. A gép tizennégy számjegyet használt, és alkalmas volt táblázatok készítésére, nyomtatására is. 1854-ben Londonban is bemutatták; Babbage is jelentősen támogatta.
1834-ben Edward fiával együtt az Edinburgh Review-ban olvastak Babbage differenciagépéről. A cikk alapján hozzáfogtak egy lényegesen módosított és egyszerűsített változat megépítéséhez. Már ez évben működőképes volt a készülék prototípusa, de ötleteiket 1851-ig nem tudták elfogadtatni. Akkor azonban a Svéd Akadémia anyagi támogatást nyújtott számukra egy nagyobb és tökéletesebb gép megépítésére. 1853-ban fejezték be a munkát, amely a párizsi kiállításon aranyérmet is nyert. Sokévi munka után, a kiadások miatt csaknem csődbe jutva fejezte be a differenciálgépet Scheutz. A gép pontos mását a Messrs. Dunkin and Co. cég készítette el az angol kormány számára, és az anyakönyvi irattárban használták. 1924-ben a chicagói Felt and Tarrant Co. birtokába került, ahonnan a Smithsonian Intézet szerezte meg.